# Lamas (San Saturnino)
Lamas (llamada oficialmente San Xiao de Lamas) es una parroquia española del municipio de San Saturnino, en la provincia de La Coruña, Galicia.

## Entidades de población
Entidades de población que forman parte de la parroquia:
- A Ferrecha
- A Rega
- Bouzarrara
- Brame
- Cal (O Cal)
- Cancelo
- Chao (Chao de Lamas)
- Couto (O Couto)
- Entrambosríos
- Fabal
- Felgosa
- Filgueiras
- Fontela
- Freijo (Freixo)
- Gundín (Gudín)
- Lage (Laxe)
- Leiras
- Mandrá
- Martiño
- Os Pantís
- Pallota (A Pallota)
- Penacastrelo
- Piegolongo
- Pomar
- Portolamas
- Pramado
- Ramil
- Ramisqueiras
- Redo
- Redondo
- Riboira
- Seara
- Soutullo
- Vilanova
- Vilar
- Vilaverde
- Vilela

## Despoblados
- Carballo (O Carballo)
- Randulfe
- Rapadoiro

## Suprimido
- Camiño-Arriba

## Demografía
| Gráfica de evolución demográfica de Lamas entre 2000 y 2019 |
|                                                             |
| Datos según el nomenclátor publicado por el INE.            |